# Косграмбо
Косграмбо́ (рос. Косграмбо) — селище у складі Ванінського району Хабаровського краю, Росія. Входить до складу Високогорненського міського поселення.

## Населення
Населення — 7 осіб (2010; 10 у 2002).
Національний склад (станом на 2002 рік):
- росіяни — 100 %